# Chelisochidae
Chelisochidae es una familia de insectos. La familia contiene un total de unas 96 especies, organizadas en 16 géneros en tres subfamilias.
Se encuentran en su mayoría distribuidas por las ecozonas Afrotropical, Australasia y Oriental, a pesar de que algunas especies, tales como Chelisoches morio, son cosmopolitas. A menudo son de color oscuro, y pueden tener distintos tamaños. Es fácil identificarlos a causa de ciertas características de sus tarsos, en especial una proyección ventral del segundo segmento del tarso. Son omnívoros, y su dieta consiste de larvas de insectos minadores de las hojas, como también de ciertos tipos de vegetación.

## Géneros
La familia contiene los siguientes géneros:
- Subfamilia Chelisochinae Verhoeff, 1902
  - Adiathella Brindle, 1970
  - Adiathetus Burr, 1907
  - Chelisochella Verhoeff, 1902
  - Chelisoches Scudder, 1876
  - Euenkrates Rehn, 1927
  - Exypnus Burr, 1907
  - Gressitolabis Brindle, 1970
  - Hamaxas Burr, 1907
  - Lamprophorella Mjöberg, 1924
  - Proreus Burr, 1907
  - Schizochelisoches Steinmann, 1987
  - Schizoproreus Steinmann, 1987
  - Solenosoma Burr, 1907
- Subfamilia Genitalatinae Steinmann, 1987
  - Genitalata Kapoor, 1974
- Subfamilia Kinesinae
  - Kinesis Burr, 1907